# Minersville School District v. Gobitis
L'arrêt Minersville School District v. Gobitis de 1940, pris par la Cour suprême des États-Unis, devait examiner la compatibilité du Premier Amendement sur la liberté de religion, de parole et de presse, avec l'obligation, dans les écoles, de saluer le drapeau et d'effectuer le serment d'allégeance (Pledge of Allegiance). La Cour a jugé que les écoles pouvaient obliger leurs élèves à effectuer ces saluts. Le cas impliquant des témoins de Jéhovah qui considéraient le serment d'allégeance comme une forme d'idolâtrie, la Cour a jugé que l'objectif séculaire de la cohésion sociale et nationale, du patriotisme (les États-Unis n'étaient toutefois pas encore en guerre, l'attaque de Pearl Harbor n'ayant lieu qu'en décembre 1941), primait sur la liberté de religion.

## Conséquences immédiates de l'arrêt
L'arrêt a été suivi d'actes de violence et de persécution envers les Témoins de Jéhovah, assimilés à des soutiens à l'Allemagne nazie, pays où ils étaient sujets à la persécution pour les mêmes raisons (refus de faire le salut hitlérien). Ces violences étaient commises par les populations locales ou par des vétérans de l'American Legion. L'American Civil Liberties Union (ACLU), qui avait déposé un amicus curiae aux côtés du Committee on the Bill of Rights of the American Bar Association (association du barreau américaine), comptabilisa des attaques sur 1 500 Témoins de Jéhovah perpétrées dans 300 lieux différents.

## Revirement de jurisprudence
Alors que le seul juge s'étant opposé à cette décision, Harlan F. Stone, était devenu Chief Justice de la Cour, l'arrêt fut renversé trois ans plus tard dans West Virginia State Board of Education v. Barnette. Ce cas impliquait aussi des Témoins de Jéhovah, mais la Cour décida, indépendamment des convictions religieuses des plaignants, qu'on ne pouvait contraindre quelqu'un à saluer le drapeau et à prêter serment d'allégeance en raison de la liberté d'expression, protégée par le Premier Amendement.